# William Verelst
Pour les articles homonymes, voir Verelst.

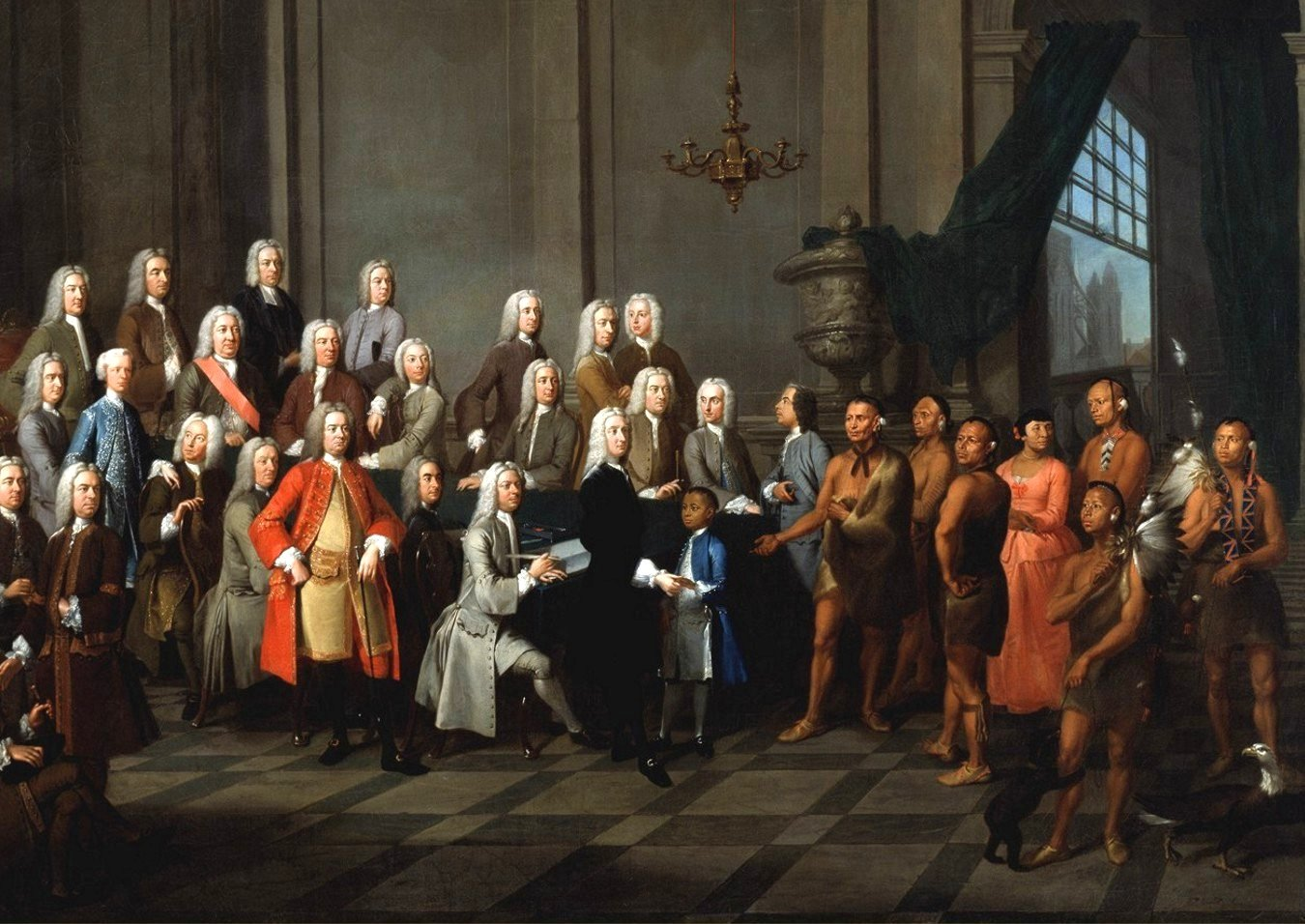
James Oglethorpe présentant Tomochichi et d'autres Indiens Yamacraw aux administrateurs de Georgia, 3 juillet 1734

William Verelst, né en 1704 et mort en 1752, est un peintre anglais du XVIIIe siècle.

## Biographie
Verelst est né et mort à Londres. Selon le RKD, il est le fils de Cornelius Verelst, le neveu de Maria Verelst et le petit-fils de Herman Verelst. Il est connu pour ses portraits, ses natures mortes et ses peintures d'oiseaux 
L'Oxford Dictionary of National Biography en ligne indique que « William Verelst a été inclus dans le Dictionary of National Biography dans l'article consacré à Simon Verelst sous le nom de Willem Verelst et a été décrit à tort comme le fils de Cornelius Verelst », et il était en fait « le cinquième des huit enfants du peintre John Verelst (c.1675-1734) »

### Arbre généalogique
Pieter Hermansz Verelst (c. 1618-c. 1678)
______________|
______________|__________________________________________________________________________________________________
______________|__________________________|_______________________________________________________________________|
Simon Verelst (1644–1721)______Herman Verelst (1641-1690 ou 1702)___________________________________________John Verelst (1648-1734)
_________________________________________|
_________________________________________|______________________________________
_________________________________________|______________________________________|
________________________________Maria Verelst (1680-1744)_______________Cornelis Verelst (1667-1734)
___________________________________________________________________________________________William Verelst (1704-1752) (fils de Cornelis ou de John)